# Khilperic I
|  | Per a altres significats, vegeu «Khilperic I de Burgúndia». |

Khilperic I (vers 539-Chelles, 584), un dels fills del rei dels francs Clotari I i d'Aragunda, va regnar com a rei merovingi de Nèustria, des del 561 fins a la seva mort.
Tot i ser el fill més petit dels quatre que estaven vius a la mort de Clotari I, Khilperic va demostrar més ambició que cap dels altres quan, just després que arribessin notícies de la mort del seu pare el 561 va confiscar el tresor reial de Berny i va marxar cap a París amb la intenció de prendre possessió de tot el regne.

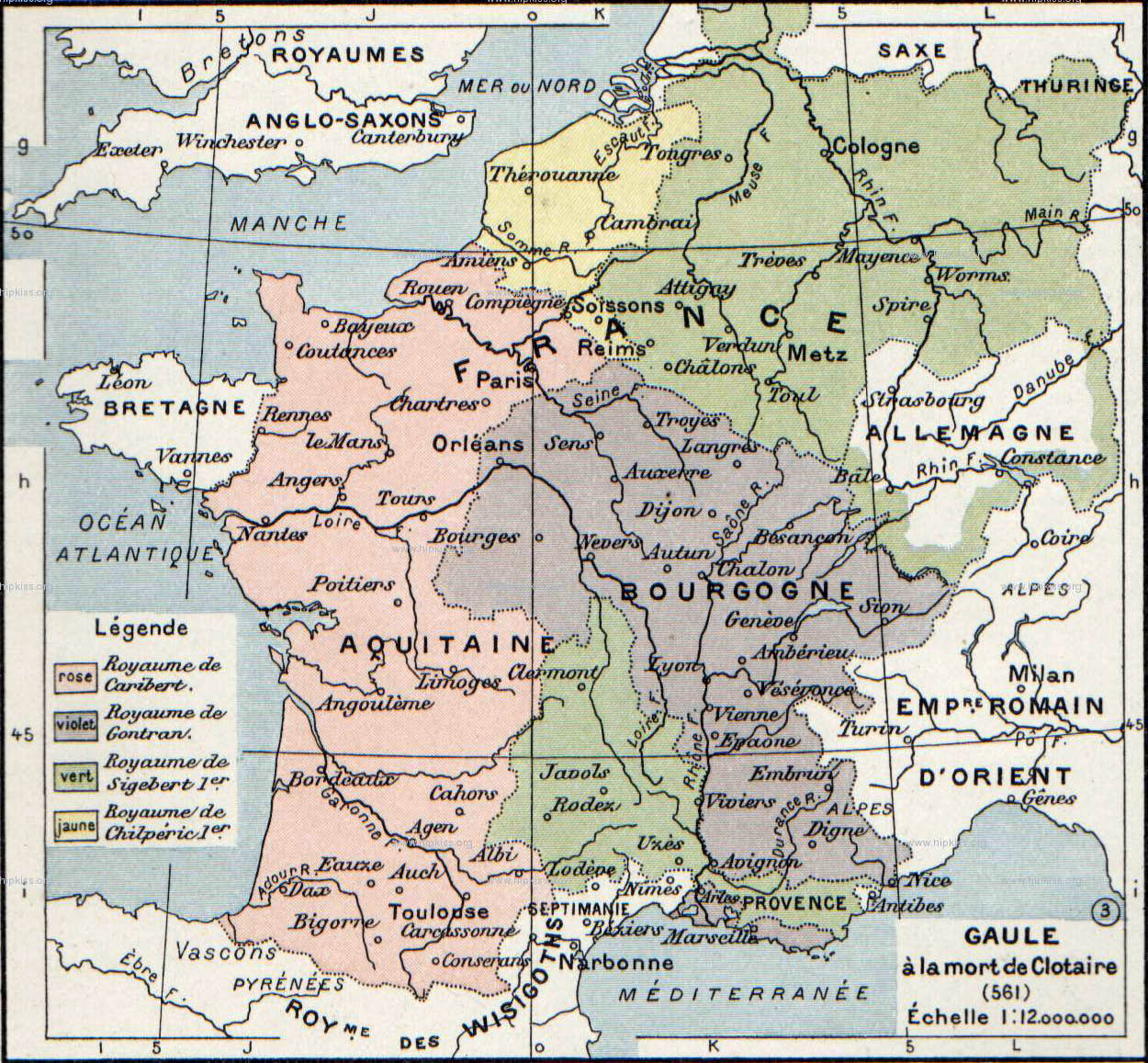
La divisió del regne dels francs a la mort de Clotari. El regne que rebé Khilperic marcat en groc.

Els seus germans, però, no li permeteren acomplir els seus desitjos i seguint els costums francs els quatre fills es repartiren l'herència. Les ciutats de Soissons, Amiens, Arràs, Cambrai, Thérouanne, Tournai i Bolonya van ser assignades a Khilperic, conformant l'antic regne de Soissons. El germà gran Caribert I va rebre el regne de Nèustria amb capital a París, Guntram rebé Borgonya amb capital a Orleans i Sigebert I el regne d'Austràsia.
Amb la mort de Caribert el 567 el seu territori augmentà quan els germans es van repartir el seu regne, deixant París com a ciutat compartida.
Les relacions amb Sigebert i Austràsia van ser sempre conflictives. Poc després de l'establiment del seu regne ja va entrar-hi en guerra, en la que va ser derrotat i veié com Sigebert marxava fins a Soissons i feia presoner el seu fill gran Teudebert. A la mort de Caribert la guerra tornà a esclatar un altre cop. Khilperic va afanyar-se a envair les noves terres de Sigebert, però va tornar a ser derrotat. Més endavant es va aliar amb Guntram contra Sigebert (573), però Guntram va canviar de bàndol i fou vençut una tercera vegada.
Quan Sigebert es va casar amb Brunilda, filla del rei visigot d'Hispània (Atanagild), Khilperic va voler per a ell un matrimoni comparable. Aleshores ja havia repudiat la seva primera esposa, Audovera, i havia pres com a concubina una serventa anomenada Fredegunda. Khilperic va desentendre's de Fredegunda i es va casar amb la germana de Brunilda, Galswintha. Però aviat es va cansar de la seva nova esposa i va recuperar les seves amants. Poc després de la mort del rei Atanagild, un matí Galswintha va aparèixer estrangulada al llit, i dies després Khilperic es casava amb Fredegunda.

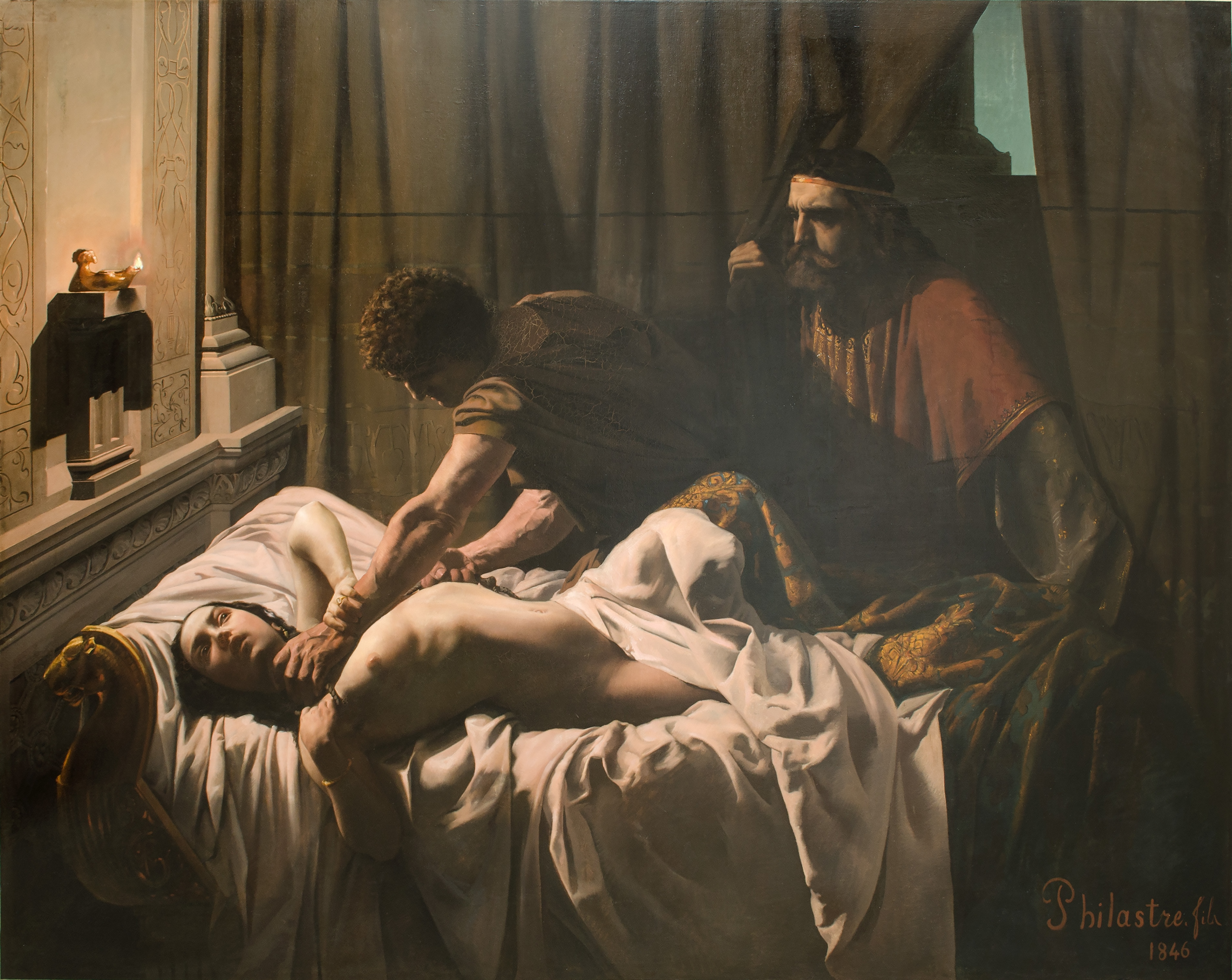
Mort de la reina Galswintha segons Philastre Fils (s. XIX). Museu municipal de Soissons.

Aquest assassinat va ser la causa de noves i cruentes guerres entre Khilperic i Sigebert. De mica en mica Sigebert va anar guanyant terreny obligant a Khilperic a retirar-se i reagrupar-se, però quan estava a punt de capturar-lo, Sigebert va morir assassinat a mans de dos assassins enviats per Fredegunda. Aleshores Khilperic pogué recuperar els territoris que havia perdut contra Austràsia i passà a combatre Guntram, l'únic germà que li quedava i protector de l'esposa i el fill de Sigebert.
Va morir assassinat entre el 27 de setembre i el 9 d'octubre del 584, quan un grup d'homes el va apunyalar tornant de cacera cap a la seva vila reial a Chelles.
Khiperic era detestat pel bisbe i historiador Gregori de Tours, que el va definir com el Neró i l'Herodes del seu temps. L'enemistat tenia els seus orígens en la conquesta de Tours en la disputa amb Austràsia i la confiscació de propietats eclesiàstiques, així com per les guerres que mantingué amb els seus dos germans Sigebert i Guntram, ben valorats per Gregori.

## Ascendència
|  |                           |  |  |  |  |  |  |  |  |  |  |  |  |  |  |  |
|  | Meroveu                   |  |  |  |  |  |  |  |  |  |  |  |  |  |  |  |
|  |                           |  |  |  |  |  |  |  |  |  |  |  |  |  |  |  |
|  |                           |  |  |  |  |  |  |  |  |  |  |  |  |  |  |  |
|  | Khilderic I               |  |  |  |  |  |  |  |  |  |  |  |  |  |  |  |
|  |                           |  |  |  |  |  |  |  |  |  |  |  |  |  |  |  |
|  |                           |  |  |  |  |  |  |  |  |  |  |  |  |  |  |  |
|  | Clodoveu I                |  |  |  |  |  |  |  |  |  |  |  |  |  |  |  |
|  |                           |  |  |  |  |  |  |  |  |  |  |  |  |  |  |  |
|  |                           |  |  |  |  |  |  |  |  |  |  |  |  |  |  |  |
|  | Clotari I, el Vell        |  |  |  |  |  |  |  |  |  |  |  |  |  |  |  |
|  |                           |  |  |  |  |  |  |  |  |  |  |  |  |  |  |  |
|  |                           |  |  |  |  |  |  |  |  |  |  |  |  |  |  |  |
|  | Gondioc                   |  |  |  |  |  |  |  |  |  |  |  |  |  |  |  |
|  |                           |  |  |  |  |  |  |  |  |  |  |  |  |  |  |  |
|  |                           |  |  |  |  |  |  |  |  |  |  |  |  |  |  |  |
|  | Khilperic II de Burgúndia |  |  |  |  |  |  |  |  |  |  |  |  |  |  |  |
|  |                           |  |  |  |  |  |  |  |  |  |  |  |  |  |  |  |
|  |                           |  |  |  |  |  |  |  |  |  |  |  |  |  |  |  |
|  | Clotilde de Borgonya      |  |  |  |  |  |  |  |  |  |  |  |  |  |  |  |
|  |                           |  |  |  |  |  |  |  |  |  |  |  |  |  |  |  |
|  |                           |  |  |  |  |  |  |  |  |  |  |  |  |  |  |  |
|  | Khilperic I               |  |  |  |  |  |  |  |  |  |  |  |  |  |  |  |
|  |                           |  |  |  |  |  |  |  |  |  |  |  |  |  |  |  |
|  |                           |  |  |  |  |  |  |  |  |  |  |  |  |  |  |  |
|  | Aragunda                  |  |  |  |  |  |  |  |  |  |  |  |  |  |  |  |
|  |                           |  |  |  |  |  |  |  |  |  |  |  |  |  |  |  |
|  |                           |  |  |  |  |  |  |  |  |  |  |  |  |  |  |  |